# Altanbulag járás (Központi tartomány)
Altanbulag járás (mongol nyelven: Алтанбулаг сум) Mongólia Központi tartományának egyik járása. Területe 5900 km². Népessége kb. 2600 fő.
Székhelye, Altanbulag (Алтанбулаг) 60 km-re fekszik Dzúnmod tartományi székhelytől és 50 km-re Ulánbátortól. 